# 긴카 자고르체바
긴카 세라피모바 자고르체바보이체바(불가리아어: Гинка Серафимова Загорчева-Бойчева, 1958년 4월 12일 ~ )는 불가리아의 은퇴한 육상 선수로 주 종목은 허들이다. 1987년 세계 선수권 대회 100m 허들에서 우승했으며, 1988년 8월에 요르단카 돈코바가 갱신하기 전까지, 1년 동안 세계 기록을 보유했다. 

## 개인사
불가리아의 높이뛰기 선수 이바일로 보이체프와 결혼했다.